# Mystikos
Il mystikos (in greco μυστικός?, "segreto") era un'importante carica nella cancelleria imperiale bizantina dal IX al XV secolo. Il suo ruolo iniziale è poco chiaro ed era probabilmente il segretario privato dell'imperatore bizantino. Nel tempo l'ufficio previde anche l'esercizio di funzioni giurisdizionali. Divenne un importante funzionario fiscale nel periodo dei Comneni, ed è rimasto uno dei più alti ranghi degli uffici statali nel periodo dei Paleologi.

## Storia e funzioni
La funzione venne istituita nel regno di Basilio I il Macedone (r. 867–886), quando venne affidata a Leo Choirosphaktes. L'originaria funzione della carica non è nota. Franz Dölger scrisse che il mystikos era il segretario privato dell'imperatore bizantino, mentre Nicolaos Oikonomides lo considerò come un giudice.
A causa della vicinanza con gli imperatori, le persone che ricoprirono l'incarico ebbero grande potere. Già sotto l'imperatore Leone VI il Saggio (r. 886–912), divenne mystikos il patriarca di Costantinopoli Nicola I Mistico. Godendo della fiducia degli imperatori bizantini, i mystikoi occuparono varie cariche importanti: a volte esercitarono le funzioni di protasekretis, mansioni diverse di autorità giudiziarie e spesso furono capo degli appartamenti privati imperiali (koiton). L'incarico salì alla ribalta soprattutto sotto l'imperatore Manuele I Comneno (r. 1143-1180), quando il mystikos fu incaricato della gestione del palazzo imperiale e del tesoro dell'imperatore bizantino, controllando così non solo il flusso degli stipendi ai vari funzionari imperiali, ma anche il patrocinio e le donazioni dalle casse imperiali alla Chiesa. L'ufficio rimase importante nel XIII secolo: almeno uno di coloro che vennero nominati, giunsero al rango di pansebastos. Le loro funzioni, comunque non sono molto chiare. L'ufficio rimase in essere fino alla fine dell'Impero bizantino nel XV secolo.

## Incarichi derivati
Nel X e XI secolo, diversi incarichi erano definiti mystikos. Il prōtomystikos (in greco πρωτομυστικός, "primo mystikos") veniva indicato nel 1057 primo giudice. Inoltre, i posti di mystographos (in greco μυστογράφος) e mystolektēs (in greco μυστολέκτης) sono spesso incisi negli stemmi. Il primo si trova intorno al 911/912 e la posizione venne probabilmente abolita dall'imperatore Alessio I Comneno (r. 1081-1118) intorno al 1100. Egli era forse l'assistente del mystikos, dal momento che lo seguiva a destra secondo quanto riportato nel Taktikon dell'Escorial del 975, e una coppia di timbri indicano il suo incarico come quello di notaio e ufficiale giudiziario . L'incarico del mystolektes è chiaramente indicato in sigilli dell'XI e XII secolo. Insieme ad incarichi notarili e giudiziari, i suoi titolari sono indicati come attivi all'interno della stessa corte.